# ケイトンズヴィル事件の九人
ケイトンズヴィル事件の九人（ケイトンズヴィルじけんのくにん、Catonsville Nine）は、ベトナム戦争に抗議するため、徴兵書類を焼き捨てた、9人のカトリック信徒である。

## 事件
彼らは1968年5月17日にメリーランド州の徴兵委員会を訪れ、378通の徴兵書類を駐車場へ運び、手製のナパームを浴びせて火をつけた。
9人は以下の人たちだった。
- イエズス会司祭ダニエル・ベリガン（en）
- その兄弟でヨセフ会司祭フィリップ・ベリガン（en）
- デイビッド・ダースト修道士
- ジョン・ホーガン修道士
- 芸術家のトム・ルイス（en）
- マージョリー・ブラッドフォード・メルヴィル
- その夫で元メリノール宣教会司祭トーマス・メルヴィル
- ジョージ・ミシュ
- 元修道女のメアリー・モイラン

フィリップ・ベリガン神父とトム・ルイスは、これより前の、「バルティモアの4人en」事件の際に徴兵書類に血をかけて逮捕されており、「ケイトンズヴィル事件」の時には保釈中の身だった。
9人の事件は1968年の10月5日から9日のあいだ、連邦裁判所で審理され、被告側弁護団の団長はウィリアム・クンスラーが務めた。
彼らは米国政府の所有物の破壊、選抜徴兵局の書類の破壊、1967年の選抜徴兵法への妨害、を犯したとして有罪判決を受けた。

## 戯曲
ダニエル・ベリガン神父は自由詩のかたちで裁判についての戯曲、『ケイトンズヴィル事件の九人』（The Trial of the Catonsville Nine）を書いた。通常演じられるのは、サウル・レヴィットによる普通の対話形式の脚色である。
日本では有吉佐和子とエリザベス・ミラー共訳で、1972年に新潮社に刊行。
1972年には、グレゴリー・ペックによって、映画が製作されている。